# Christopher G. Cavoli
Christopher G. Cavoli (Wurzburgo, 1960 o 1961) es un general del Ejército de los Estados Unidos. Actualmente (primavera de 2022) es el comandante general del Ejército de los Estados Unidos en Europa y África. Desde verano de 2022 es el comandante supremo aliado en Europa de la OTAN y del EUCOM.

## Biografía
Cavoli nació en el hospital militar estadounidense de Würzburg como hijo de un oficial estadounidense de origen italiano. Dado que su padre fue trasladado en varias ocasiones, creció en las ciudades de Roma, Verona, Vicenza y Giessen. Después estudió biología en la Universidad de Princeton hasta 1987. A continuación, completó la formación de oficial en el Cuerpo de Formación de Oficiales de la Reserva del Ejército de Estados Unidos. En los años siguientes, pasó por todos los rangos de oficiales hasta llegar a general de cuatro estrellas. Entre 1988 y 1991, sirvió como teniente en el 325.º Regimiento de Infantería destinado en Vicenza (Italia). De 1992 a 1994, enseñó como capitán en la Escuela de Guardabosques de Dahlonega, Georgia. De 1995 a 1998, siendo todavía capitán, estudió Estudios de Rusia y Europa del Este en la Universidad de Yale. Tras su ascenso a Mayor, fue destinado a la 10.ª División de Montaña y con unidades de esta división a Bosnia y Herzegovina con la Fuerza Multinacional de Mantenimiento de la Paz. Allí, de 1999 a 2001, sirvió primero como oficial de Estado Mayor (Jefe de Operaciones Futuras de la División en Bosnia) y luego como oficial de un batallón de infantería. En 2001, fue ascendido a Teniente Coronel y asignado al Estado Mayor en Washington D. C. Permaneció allí hasta 2005. Permaneció allí hasta 2005, tiempo durante el cual se encargó, entre otras cosas, de los asuntos relacionados con Rusia. A continuación, se convirtió en comandante de batallón del 1.er Batallón, 32.ª Infantería, 10.ª División de Montaña. En 2006, fue trasladado con su unidad a Kunar, en Afganistán. De 2007 a 2009, se graduó en la Escuela de Guerra del Ejército en el Centro George C. Marshall. A esto le siguieron otros destinos, como el de comandante de la 3.ª Brigada de la 1.ª División Blindada en El Paso (Texas) (2009-2011) y el de comandante adjunto del Mando Regional Oeste de la ISAF. Durante su estancia, estuvo destinado en Herat (Afganistán) entre julio de 2011 y 2012. Hasta 2013, fue miembro del Centro Europeo de Estudios de Seguridad George C. Marshall, con sede en Garmisch-Partenkirchen (Alemania). A continuación, ocupó el cargo de Director, Jefe de Estado Mayor del Grupo de Coordinación del Ejército en Washington D. C. durante ocho meses. Entre agosto de 2013 y agosto de 2014, Cavoli ocupó el cargo de General Adjunto de la 82.ª División Aerotransportada en Fort Bragg, Carolina del Norte. A esto le siguieron dos años en Grafenwoehr, donde estuvo a cargo del lugar de entrenamiento multinacional (Training Command) allí entre 2014 y 2016. Entre agosto de 2016 y enero de 2018, fue comandante de la 25.ª División de Infantería en Hawái durante 18 meses como general de división. En enero de 2018, Christopher Cavoli fue nombrado teniente general al mando de la USAEUR en Wiesbaden. Tras la reestructuración de USAREUR en el nuevo Mando del Ejército de los Estados Unidos para Europa y África el 20 de noviembre de 2020, Cavoli recibió el mando de esta nueva unidad, que sigue teniendo su sede en Wiesbaden. Poco antes, había sido nombrado general de cuatro estrellas. En mayo de 2022, el general Cavoli fue nombrado sucesor del general Tod D. Wolters en su doble función de Comandante del Mando Europeo de los Estados Unidos y Comandante Supremo Aliado en Europa.
Está casado y tiene dos hijos. Habla con fluidez francés, italiano y ruso, además de inglés.

## Condecoración y premios
|  | Insignia de soldado de infantería de combate                                      |
|  | Pestaña guardabosques                                                             |
|  | Insignia de maestro paracaidista                                                  |
|  | Insignia de conquistador                                                          |
|  | Insignia de identificación del Estado Mayor Conjunto                              |
|  | Insignia de identificación de la Oficina del Secretario de Defensa                |
|  | Insignia de identificación del personal del ejército                              |
|  | Insignia de identificación del servicio de combate de la 10.a división de montaña |
|  | Insignia de paracaidista francés                                                  |
|  | Escudo de Paracaidista Español en negro                                           |
|  | Insignia de unidad distintiva del 32 ° Regimiento de Infantería                   |
|  | 5 bares de servicio en el extranjero                                              |

- Medalla de Servicio Distinguido del Ejército
- Medalla al Servicio Superior de Defensa
- Legión al Mérito con dos racimos de hojas de roble de bronce
- Medalla de estrella de bronce con racimo de hojas de roble
- Medalla al Servicio Meritorio de la Defensa
- Medalla por servicio meritorio con cuatro racimos de hojas de roble
- Medalla de elogio de servicio conjunto con racimo de hojas de roble
- Medalla de elogio del ejército con racimo de hojas de roble
- Medalla de logros del ejército
- Premio Unidad Meritoria Conjunta con dos racimos de hojas de roble
- Mención meritoria de unidad
- Medalla del Servicio de Defensa Nacional con una estrella de servicio de bronce
- Medalla Expedicionaria de las Fuerzas Armadas
- Medalla de servicio del suroeste de Asia con dos estrellas de servicio
- Medalla de la campaña de Afganistán con tres estrellas de servicio
- Medalla del Servicio de la Guerra Global contra el Terrorismo
- Medalla de Servicio Humanitario
- Cinta de servicio del ejército
- Cinta del servicio en el extranjero del ejército con premio de bronce número 6
- Medalla de la OTAN para la ex Yugoslavia
- 2022: Orden del Mérito de Baviera
- 2024: Gran Cruz del Mérito Naval con distintivo Blanco (impuesta por el rey Felipe VI en su visita al SACEUR).

## Enlaces web
- Cavoli en LinkedIn
- Comunicado de Prensa de Cambio de Mando de USAREUR
- Cavoli en Youtube